# 女士
女士（英式英文：Ms／美式英文及舊英式英文：Ms. /ˈmɪz/；或Mss.、Mses、Mmes），又稱女史，是在不確定對方婚姻狀況時使用之女性稱謂。

## 意義

### 古代
女士，具士人操行的女子，《詩經·大雅·既醉》：「其僕維何？釐爾女士。」孔穎達《毛詩正義》：「女士，謂女而有士行者。」
女史，為後宮通曉文書的女官，《周禮·天官·女官·女史》：「女史，掌王后之禮職，掌內治之貳，以詔后治內政。」鄭玄注：「女史，女奴曉書者。是以掌王后禮之職事。」《紅樓夢》第二回：「政老爹的長女名元春，現因賢孝才德，選入宮中作女史去了。」
後均指有才能女子的美稱。《儒林外史》第四十一回：「毗陵女士沈瓊枝，精工顧繡，寫扇作詩」。《隨園詩話》卷二：「蔣苕生太史序玉亭女史之詩」。

### 近代
在英語社會，女性傳統未婚者稱「小姐」（英文Miss）、已婚者稱「太太」或「夫人」（英式英文Mrs／美式英文及舊英式英文Mrs.）、以及女性雅稱「姑娘」（英文Madam）或「女士」（英文Lady）。
於二十世紀後期美國女權高漲，要求男女平等，認為既然男性有不反映婚姻狀況之「先生」（英式英文Mr／美式英文及舊英式英文Mr.）稱謂，亦應有不反映婚姻狀況之女性稱謂，因而採「女士（Ms/Ms.）」此一頭銜。稱呼者不知道對方婚姻狀況，或已婚者不欲從夫姓，又或其本人根本不欲別人知道其婚姻狀況，即可使用。
在東亞社會，由於西風東漸，對應的「女士」、「女史」遂為婦女的敬稱，中文主要採前者、日文與韓文則是後者（傳統中國原來對女性的敬稱也是「先生」）。例如年輕者稱「小姐」，較年長者稱「女士」又或不論年紀一律稱「女士」；此外「女士」亦可用作Madam或Lady之翻譯。在跨性別課題上，不侷限性別為女性或男性者，也可依其意願稱為「小姐」或「女士」。